# برزیل در المپیک تابستانی ۱۹۸۴
برزیل در بازی‌های المپیک تابستانی ۱۹۸۴ که در شهر لس آنجلس ایالات متحده آمریکا برگزار شد، کاروان برزیل با ۱۵۱ ورزشکار در این رقابت‌ها شرکت کرد و موفق به کسب ۸ مدال (۱ طلا، ۵ نقره، ۲ برنز) شد. در جدول رتبه‌بندی توزیع مدال‌ها، برزیل در ردهٔ ۱۹ مسابقات قرار گرفت.